# Elaenia strepera
Elénia-ardósia (Elaenia strepera) é uma espécie de ave da família Tyrannidae.
Pode ser encontrada nos seguintes países: Argentina, Bolívia, Colômbia, Peru, Trinidad e Tobago e Venezuela.
Os seus habitats naturais são: florestas secas tropicais ou subtropicais.